# Samba de Janeiro
Pour les articles homonymes, voir Samba et Janeiro.
Singles de Bellini
Carnaval
(1997)
Clip vidéo
[vidéo] « Bellini - Samba De Janeiro », sur YouTube
Pistes de Samba de Janeiro
Cafe Do Brazil
(14)
Samba de Janeiro (Samba do Brasil, en portugais brésilien) est une chanson de samba-eurodance du groupe allemand Bellini
,, enregistrée chez Virgin Records, 1er single et tube de l'été extrait de leur premier album studio éponyme Samba de Janeiro de 1997,. 

## Histoire
Cette chanson latin house-eurodance est reprise, adaptée, remixée, et produite par Gottfried Engels et Ramon Zenker, à partir du titre de musique brésilienne samba-jazz Tombo In 7/4 de l'album Fingers (en) de 1973, du percussionniste et musicien  de jazz brésilien Airto Moreira, et d'un sample de sa chanson Celebration Suite de son album I'm Fine, How Are You? (en) de 1977,, ainsi que du titre Belo Horizonti de The Heartists de 1996,. Le groupe Bellini reprend le nom du footballeur brésilien Hilderaldo Luís Bellini (capitaine de l'équipe du Brésil de football, double vainqueur des coupe du monde de football 1958 et 1962). 

## Classement
Le single est un tube de l'été européen de 1997, vendu à plus de 5 millions d'exemplaires dans le monde, et classé dans 9 pays dans le top 10, dont en Allemagne, Autriche, Hongrie, France, Suisse, Belgique (Flandre et Wallonie), Pays-Bas, Finlande, Norvège, Danemark, et Royaume-Uni...

## Reprises
Le groupe Carrilio a repris cette chanson en 1997. 

## Clip vidéo
Le clip vidéo est tourné en avril 1997 dans le Karolinenpassage de Hambourg en Allemagne, dans une ambiance brésilienne festive reconstituée de chorégraphie de danseurs de carnaval de Rio.

## Jeu vidéo
La chanson est reprise entre autres dans les jeux Samba de Amigo (1999), Ronaldo V-Football (2000), Sega Superstars Tennis (2008),  Sonic and Sega All-Stars Racing (2010, sur les circuits de l'univers Samba de Amigo, excepté dans l'opus Nintendo DS), et Just Dance (2021)...

## Formats et liste des pistes
CD-Maxi
1. Samba de Janeiro (Radio Edit)	- 2:50
2. Samba de Janeiro (Club Mix) - 5:38
3. Samba de Janeiro (Vanity Back Yard Remix) - 5:18
4. Samba de Janeiro (Peter Parker Remix) - 5:52

Remix 1 - CD-Maxi
1. Samba de Janeiro (John Acquaviva Remix) - 7:59
2. Samba de Janeiro (Merlyn Remix) - 6:00
3. Samba de Janeiro (Vanity Frontroom Remix) - 5:50
4. Samba de Janeiro (Nightbreed Remix) - 5:25

Remix 2 - CD-Maxi
1. Samba de Janeiro (Da Bomb Mix) - 5:16
2. Samba de Janeiro (Mega Lo Mania Remix) - 8:01
3. Samba de Janeiro (Canadian Summer Edit) - 3:37

## Classement par pays
| Classement (1997)                       | Meilleure position |
| --------------------------------------- | ------------------ |
| Suisse (Schweizer Hitparade)            | 2                  |
| Autriche (Ö3 Austria Top 40)            | 3                  |
| France (SNEP)                           | 3                  |
| Pays-Bas (Nederlandse Top 40)           | 10                 |
| Belgique (Flandre Ultratop 50 Singles)  | 4                  |
| Belgique (Wallonie Ultratop 50 Singles) | 4                  |
| Suède (Sverigetopplistan)               | 23                 |
| Finlande (Suomen virallinen lista)      | 26                 |
| Norvège (VG-lista)                      | 12                 |

## Au cinéma, musique de film
- 2000 : The Yards,  de James Gray.
- 2006 : Camping, de Fabien Onteniente.